# Thorning
Thorning est une localité du Danemark située dans la commune de Silkeborg, dans la région du Jutland-Central.
Sa population est estimée à 1 025 habitants en 2021.